# 宇出津事件
宇出津事件（うしつじけん）は1977年9月19日に石川県鳳珠郡能登町宇出津で発生した北朝鮮（朝鮮民主主義人民共和国）による日本人拉致事件および密収入国事件。主犯は北朝鮮工作員の金世鎬（1929年生まれ）。

## 概要
金世鎬は「吉田」の偽名を用い、すでに別の北朝鮮工作員（「吉岡」）に脅迫され、「包摂」されたうえで「土台人」にされていた在日朝鮮人の李秋吉に対し、1977年（昭和52年）8月10日、「日本人で独身の45歳から50歳くらいの男性を北に送り込め」という指令をあたえた。
東京都内で金融業を営んでいた李秋吉は、顧客の一人であり、東京在住で当時52歳の久米裕（1925年、静岡県生まれ）に密貿易の話を持ちかけ、戸籍謄本をとらせたうえで能登半島に誘い出し、1977年9月19日、石川県宇出津海岸に連れ出して工作船（「不審船」）で迎えに来た別の北朝鮮工作員に引き渡した。
9月18日、東京を出発した李と久米は福井県芦原温泉を経由し、宇出津へは19日午後2時頃に到着した。李は、旅館の宿帳に自分の名として日本人の顧客の名を記した。旅館の女将は、2人の落ち着きのない態度、また外の様子をうかがい、押し黙った態度で夕食を摂るようすを不審に思っていた。一方、午後4時50分、石川県警察に「富山湾に不審船現れる」という情報が入り、県警公安課は緊急体制に入っていた。午後10時頃、李と久米の2人は連れ立って旅館を出たが、周囲に夜出かけるような場所はなかったので旅館の女将が「挙動のおかしい宿泊客がいる」と能都警察署に通報した。拉致実行後、李は、現地で外国人登録法違反で逮捕された。李の自宅からは乱数表や暗号解読表などの証拠も押収されている。
李秋吉は逮捕され、「日本人を北朝鮮に送りだすと言う大きな事件を起こしてしまいました。妻や親戚に迷惑をかけるかと思うと、生きていけない気持ちです。北朝鮮に渡った久米さんは簡単に日本へ戻れない事はわかっています。それを思うとたまらない気持です。自分は北朝鮮の指示通りやっただけです。今となっては責任の重大さを思います。金世鎬が心から憎い。彼は私に『緊急に日本の戸籍が必要なのだ。あとのことは我々を信じなさい』と言った」と犯行を自供した。

## 事後状況
この事件では、石川県警察警備部が押収した乱数表から暗号の解読に成功したことが評価され、1979年に警察庁長官賞を受賞した。この事実は長年秘匿すべき事項として扱われ、単に朝鮮半島に向けて不法に出国をした日本人がいたという小さな話題として報道されるにとどまった。このことが、日本海沿岸部に居住する国民の防犯意識を弛緩させ、相次ぐ拉致事件を招いた。ただし、乱数表およびその解読の事実を公開した場合は、工作員による事件関係者の抹殺や、新たな情報の収集困難を招き、ひいては事件解決が困難になるリスクも伴うのであり、警察としては安易に公開に踏み切るわけにはいかない事情があったことも考慮すべきとする見解もある。
久米裕拉致の実行犯である李秋吉は、最終的には不処分（起訴猶予処分）となり、釈放された。のちに日本への帰化も許され、日本国民・大山秋吉として都内で自営業を営んだ。
1980年1月9日付サンケイ新聞（現、産経新聞）は、この事件を単なる密出国事件ではなく、久米裕拉致事件として1面で報道した。しかし当時は、1978年のアベック失踪事件・富山県アベック拉致未遂事件に関する報道も含め、他のメディアの後追い報道もなく世論も喚起されなかった。
北朝鮮当局は、2002年（平成14年）の小泉純一郎首相の北朝鮮訪問で金正日が日本人拉致を認めた際も、久米裕については曽我ミヨシ同様、「入境していない」と回答しており、入国を完全に否認している。
警視庁公安部と石川県警察が国外移送目的略取と国外移送の容疑で宇出津事件の主犯金世鎬の逮捕状をとり、国際刑事警察機構（ICPO）を通して国際指名手配を行ったのは、2003年（平成15年）1月9日のことであった。日本政府も北朝鮮に対し所在の確認と金の身柄の引き渡しを要求している。2006年（平成18年）の日朝包括並行協議では、北朝鮮は、金世鎬について「かかる人物は承知していない」としつつ、日本側からの関連情報提供を前提に、同人特定のための調査を行う旨を回答している。
なお、金世鎬は「宮本明」（みやもとあきら）の偽名を用い、北朝鮮の貿易会社員の肩書を名乗って日本に潜入、一連の犯行に及んだ疑いがもたれている。